# Họ Thứ tục đoạn
Họ Thứ tục đoạn (danh pháp khoa học: Morinaceae) là một họ thực vật có hoa thuộc bộ Tục đoạn (Dipsacales). Chi điển hình của họ này là Morina cũng đã từng được đặt trong họ Tục đoạn (Dipsacaceae). Họ này phân bố trong khu vực từ Balkan qua Thổ Nhĩ Kỳ tới Ba Tư (Iran) và Trung Quốc, không thấy có ở Việt Nam. Họ này là các loài cây thân thảo sống lâu năm với các lá mọc đối, hợp sinh ở phần gốc lá. Mép lá thường có khía răng cưa. Cụm hoa mọc thành vòng xoắn, các hoa có tràng hợp.
Một số hệ thống phân loại coi hai chi Acanthocalyx và Cryptothladia như là các nhánh của chi Morina. Theo hệ thống APG II năm 2003 thì có 2-3 chi với khoảng 13-20 loài được đặt trong họ này.
Trong hệ thống APG III năm 2009 người ta không công nhận họ này mà gộp nó trong họ Caprifoliaceae nghĩa rộng.

## Phân loại
- Acanthocalyx
  - Acanthocalyx alba (đồng nghĩa: Morina alba, M. nepalensis thứ alba): thứ sâm hoa trắng, thứ ngạc sâm Vân Nam
  - Acanthocalyx albus ?
  - Acanthocalyx delavayi (đồng nghĩa: M. delavayi, M. nepalensis thứ delavayi): thứ sâm hoa lớn, thứ ngạc sâm hoa lớn
  - Acanthocalyx nepalensis (đồng nghĩa: M. nepalensis, M. nana): thứ tục đoạn, thứ ngạc sâm Nepal.
- Cryptothladia
  - Cryptothladia chinensis (đồng nghĩa: M. chinensis): thứ sâm đài hoa tròn
  - Cryptothladia chlorantha (đồng nghĩa: M. chlorantha): thứ sâm hoa lục
  - Cryptothladia kokonorica (đồng nghĩa: M. kokonorica): thứ sâm Thanh Hải
  - Cryptothladia ludlowii
  - Cryptothladia parviflora (đồng nghĩa: M. parviflora)
  - Cryptothladia polyphylla (đồng nghĩa: M. polyphylla)
- Morina
  - Morina betonicoides
  - Morina bracteata
  - Morina bulleyana
  - Morina couteriana (đồng nghĩa: M. breviflora)
  - Morina kokanica
  - Morina lehmanniana
  - Morina leucoblephara
  - Morina longifolia (đồng nghĩa: M. elegans)
  - Morina lorifolia
  - Morina persica (đồng nghĩa: M. aucheri, M. graeca, M. orientalis, M. tournefortii, M. turcica, M. verticillata, M. wallichiana)
  - Morina subinermis ?

M. longifolia có tên gọi phổ biến trong tiếng Anh là "whorl flower" (hoa vòng) hay "Persian steppe flower" (hoa thảo nguyên Ba Tư). Loài này có các giống cây trồng được đặt tên khoa học là M. delavayi và M. wallichii (giả lan lá kiếm).